# Ханьшань (Мааньшань)
Ханьша́нь (кит. упр. 含山, пиньинь Hánshān) — уезд городского округа Мааньшань провинции Аньхой (КНР).

## История
Во времена империи Хань эти места вошли в состав уезда Лиян (历阳县). Во времена империи Тан западная часть уезда Лиян была в 623 году выделена в отдельный уезд Ханьшань, но уже в 625 году он был расформирован. В 704 году был создан уезд Ушоу (武寿县), который в 705 году был переименован в Ханьшань; он просуществовал до 1367 года, когда тоже был расформирован.
Во времена империи Мин уезд Ханьшань был в 1380 году создан вновь; он вошёл в состав области Хэчжоу (和州). После Синьхайской революции в Китае была проведена реформа структуры административного деления, и в 1912 году области с управами были упразднены.
В 1949 году был создан Специальный район Чаоху (巢湖专区), и уезд вошёл в его состав. В 1952 году Специальный район Чаоху был расформирован, а входившие в его состав административные единицы были переданы в состав Специального района Уху (芜湖专区).
15 декабря 1958 года уезды Ханьшань и Хэсянь были объединены в уезд Хэхань (和含县), который был передан под юрисдикцию властей Мааньшаня. В апреле 1959 года уезд Хэхань вернулся в состав Специального района Уху, а в июне 1959 года он вновь был разделён на уезды Ханьшань и Хэсянь. В июле 1965 года уезд вернулся в состав воссозданного Специального района Чаоху. В 1971 году Специальный район Чаоху был переименован в Округ Чаоху (巢湖地区). В 1999 году округ Чаоху был преобразован в городской округ Чаоху (巢湖市).
В 2011 году городской округ Чаоху был расформирован, и уезд перешёл в состав городского округа Мааньшань.

## Административное деление
Уезд делится на 8 посёлков.